# Viktor Claesson
Viktor Johan Anton Claesson (født 2. januar 1992 i Värnamo, Sverige) er en svensk fodboldspiller (midtbane), der spiller for den danske superligaklub F.C. København. 
Han har tidligere spillet for FC Krasnodar i Rusland (2017-22) og tidligere har han repræsenteret IFK Värnamo i sin fødeby samt Elfsborg i Borås.

## Klubkarriere

### IFK Värnamo
Claesson begyndte sin professionelle karriere i IFK Värnamo. 

### Elfsborg
I 2012 skriftede Cleasson til Elfsborg. Med Elfsborg vandt han i 2012 det svenske mesterskab, mens det året efter blev til sejr i landets pokalturnering.

### Krasnodar
Efter Elfsborg skiftede Claesson til russiske Krasnodar i 2017. I forbindelse med Ruslands invasion af Ukraine i februar 2022 blev Claessons kontrakt i Krasnodar ophævet. 

### F.C. København
Efter ophævelsen af kontrakten i Krasnodar indgik Claesson i slutningen af marts 2022 en kontrakt med F.C. København gældende frem til sommerpausen 2022. Den 3. april 2022 debuterede Claesson for FCK, da han blev skiftet ind i det 61. minut i en kamp mod AaB, hvor han scorede sejrsmålet til 1-0. I sommerpausen blev det offentliggjort, at Claesson havde indgået en permanent kontrakt, der løber til sommeren 2026.

## Landshold
Claesson har (pr. maj 2018) spillet 21 kampe og scoret tre mål for Sveriges landshold. Han debuterede for holdet 18. januar 2012 i en venskabskamp mod Bahrain. Han var en del af den svenske trup til VM 2018 i Rusland.